# Wang Renmei
Wang Renmei (chino: 王 人 美; 24 de diciembre de 1914 en Changsha, Hunan - 12 de abril de 1987, Pekín), fue una famosa actriz y cantante china, apodada como la "Gata salvaje de Shanghai". Fue una de las principales artistas más activas del cine chino durante la década de 1930, siendo su película más notable la titulada "Canción de los Pescadores" o "Song of the Fishermen" de 1934, dirigida por el director de cine Cai Chusheng, y que fue la primera película china en ganar un premio internacional. También era conocida por su matrimonio con Jin Yan, el "Emperador del cine chino", nacido en Corea, y más tarde con Ye Qianyu, un destacado pintor y pionero del cómic chino. En 2005 fue elegida como una de las 100 mejores actrices de los primeros 100 años del cine chino.